# Panhard Dyna Junior
Panhard Dyna Junior — небольшой спортивный автомобиль, выпускавшийся французской фирмой Panhard с 1952 по 1956 год в кузове родстер и кабриолет. Всего было выпущено порядка 4 700 автомобилей.

## История
Инициатором создания родстера стал американский дилер «Панара» Дж. Б. Фергюсон, видевший существенный рыночный потенциал для небольшого двухместного открытого автомобиля, вроде популярных в США тех лет британских спортивных автомашин фирмы MG. Корейская война помешала этим планам, и Фергюсон вышел из дела, однако разработка модели была продолжена — уже для внутреннего рынка Франции.
Автомобиль был построен на алюминиевом рамном шасси Panhard Dyna X, c передней подвеской на поперечных рессорах и торсионной задней, но в отличие от этой модели, у которой кузов также был выполнен из алюминия, у серийных экземпляров Junior он был изготовлен из стали (предсерийные прототипы имели алюминиевые кузова). Первоначально кузова поставлялись сторонним кузовным ателье Di Rosa, которое, впрочем, вскоре влилось в состав «Панара».
Кузов каркасно-панельной конструкции (каркас из круглых стальных труб с обшивкой тонким листовым металлом) был предельно упрощён с целью удешевления — так, наружная крышка багажника отсутствовала (доступ к багажу осуществлялся через откидную спинку сиденья), двери были подвешены на наружных петлях (на поздних модификациях появились скрытые петли), капот вместо замков снабжён наружными застёжками (впоследствии также были заменены на обычный замок), а лобовое стекло было составлено из трёх плоских частей, чтобы сэкономить на дорогостоящей оснастке для производства гнутого стекла, в те годы только входившего в практику автомобилестроения. Прототип даже имел только одну дверь — со стороны водителя (рычаг коробки передач, располагавшийся не на полу, а на щите моторного отсека под панелью приборов, позволял легко перелезть с водительской части дивана на пассажирскую), однако в серийном производстве от этого решения отказались в пользу двух полноценных дверей.
Несмотря на простоту, граничащую с примитивностью, лёгкий и довольно динамичный родстер с хорошей по меркам своего времени управляемостью оказался популярен среди молодёжи — хотя изначально планировалось выпустить не более 500 автомобилей, в конечно итоге было продано несколько тысяч «Юниоров», что было неплохим успехом для столь нишевой модели (большинство источников называют цифру 4708 экземпляров).
На протяжении выпуска на автомобиль устанавливались несколько вариантов силового агрегата, все они были расположены спереди продольно и приводили во вращение передние колёса. Двигатель — воздушного охлаждения, оппозитный двухцилиндровый, с целым рядом нетрадиционных конструктивных решений (например, в ГРМ вместо клапанных пружин использовались стержни-торсионы, работающие на скручивание).
| Модель      | Даты выпуска      | Тип двигателя            | Рабочий объём | Налоговая мощность | Мощность         |
| ----------- | ----------------- | ------------------------ | ------------- | ------------------ | ---------------- |
| X 86        | 08/1952 — 06/1954 | 2-цил. оппоз., 4-тактный | 745 см³       | 4 CV               | 33 л. с. (24 кВ) |
| X 86 Sprint | 02/1952 — 06/1954 | 2-цил. оппоз., 4-тактный | 745 см³       | 4 CV               | 33 л. с. (24 кВ) |
| X 87        | 08/1952 — 04/1956 | 2-цил. оппоз., 4-тактный | 851 см³       | 5 CV               | 40 л. с. (29 кВ) |
| X 87 Sprint | 08/1952 — 04/1956 | 2-цил. оппоз., 4-тактный | 851 см³       | 5 CV               | 42 л. с. (31 кВ) |

Как и положено родстеру, Junior не имел боковых окон, которые заменяли пристёгивающиеся к дверям шторки. Наружные ручки дверей также отсутствовали. На время хранения поверх салона автомобиля можно было установить чехол из кожзама (tonneau cover), для чего по его периметру (на дверях, сверху панели приборов и за задними сиденьями) имелись специальные защёлки в виде кнопок.
В феврале 1953 года появляется также кабриолет Junior, имевший подъёмные стёкла в дверях, наружные ручки дверей и сплошной диван, на котором умещались водитель и два пассажира (в теории). Купе-фастбэк было создано кузовным ателье Pichon-Parat и существовало лишь в единичных экземплярах.
В 1954 году стал устанавливаться унифицированный с новым Panhard Dyna Z щиток приборов вместо двух отдельных циферблатов. Примерно тогда же (конец июня 1953) появилась новая, более простая решётка радиатора и изменилось расположение переднего бампера.
- Задняя часть родстера.
- Салон родстера.
- Кабриолет Junior X87 с рестайлинговой решёткой радиатора.